# Sebastian Soto
Sebastian Guerra Soto (Carlsbad, 28 juli 2000) is een Amerikaans-Chileens voetballer die doorgaans speelt als spits. In oktober 2024 verliet hij Austria Klagenfurt. Soto debuteerde in 2020 in het voetbalelftal van de Verenigde Staten.

## Clubcarrière
Soto speelde in zijn vaderland in de jeugd van San Diego Surf en Real Salt Lake, alvorens hij in de zomer van 2018 overgenomen werd door Hannover 96. In Duitsland ging hij in eerste instantie bij het jeugdteam spelen. Later in het seizoen 2018/19 zou hij wel zijn debuut maken in het eerste elftal. Op 6 april 2019 kwam Hannover tegen VfL Wolfsburg op voorsprong door een treffer van Hendrik Weydandt, maar door twee doelpunten van Renato Steffen en een van Jérôme Roussillon verloor Hannover met 3–1. Soto begon op de bank en mocht van coach Thomas Doll invallen voor Marvin Bakalorz. In het restant van het seizoen kwam hij nog tweemaal als invaller binnen de lijnen.
Medio 2020 tekende hij een driejarig contract bij Norwich City, dat hem direct voor een seizoen verhuurde aan Telstar. Daar maakte hij zeven doelpunten in twaalf competitiewedstrijden. In januari 2021 haalde Norwich hem tussentijds terug. In de zomer van 2021 werd Soto voor de tweede maal verhuurd, nu aan FC Porto, waar hij in het tweede elftal kwam te spelen. In de winterstop keerde de aanvaller terug naar Norwich, wat hem daarop stalde bij Livingston. Na deze derde verhuurperiode werd Soto overgenomen door Austria Klagenfurt, wat hem een contract voor drie seizoenen gaf. Dit zat hij niet uit, want in oktober 2024 besloten club en speler in onderling overleg uit elkaar te gaan.

## Clubstatistieken
| Seizoen | Club               | Competitie     | Competitie | Competitie | Beker | Beker | Internationaal | Internationaal | Totaal | Totaal |
| Seizoen | Club               | Competitie     | Wed.       | Dlp.       | Wed.  | Dlp.  | Wed.           | Dlp.           | Wed.   | Dlp.   |
| ------- | ------------------ | -------------- | ---------- | ---------- | ----- | ----- | -------------- | -------------- | ------ | ------ |
| 2018/19 | Hannover 96        | Bundesliga     | 3          | 0          | 0     | 0     | —              | —              | 3      | 0      |
| 2019/20 | Hannover 96        | 2. Bundesliga  | 2          | 0          | 0     | 0     | —              | —              | 2      | 0      |
| 2020/21 | Norwich City       | Championship   | —          | —          | —     | —     | —              | —              | 0      | 0      |
| 2020/21 | → Telstar          | Eerste divisie | 12         | 7          | 0     | 0     | —              | —              | 12     | 7      |
| 2020/21 | Norwich City       | Championship   | 0          | 0          | 0     | 0     | —              | —              | 0      | 0      |
| 2021/22 | → FC Porto B       | Segunda Liga   | 8          | 1          | —     | —     | —              | —              | 8      | 1      |
| 2021/22 | → Livingston       | Premiership    | 12         | 0          | 0     | 0     | —              | —              | 12     | 0      |
| 2022/23 | Austria Klagenfurt | Bundesliga     | 11         | 1          | 1     | 0     | —              | —              | 12     | 1      |
| 2023/24 | Austria Klagenfurt | Bundesliga     | 7          | 0          | 0     | 0     | —              | —              | 7      | 0      |
| 2024/25 | Austria Klagenfurt | Bundesliga     | 0          | 0          | 0     | 0     | —              | —              | 0      | 0      |
| Totaal  | Totaal             | Totaal         | 55         | 9          | 1     | 0     | 0              | 0              | 56     | 9      |

Bijgewerkt op 9 april 2025.

## Interlandcarrière
Soto maakte zijn debuut in het voetbalelftal van de Verenigde Staten op 16 november 2020, toen met 6–2 gewonnen werd van Panama. Namens dat land scoorde José Fajardo tweemaal en namens de Verenigde Staten kwamen Giovanni Reyna, Nicholas Gioacchini (ook twee keer), Sebastian Lletget en tweemaal Soto tot scoren. Soto was dertien minuten voor tijd ingevallen voor Gioacchini. De andere debutanten dit duel waren Richard Ledezma (PSV) en Chris Richards (Bayern München).
| Interlands van Sebastian Soto voor Verenigde Staten | Interlands van Sebastian Soto voor Verenigde Staten | Interlands van Sebastian Soto voor Verenigde Staten | Interlands van Sebastian Soto voor Verenigde Staten | Interlands van Sebastian Soto voor Verenigde Staten | Interlands van Sebastian Soto voor Verenigde Staten | Interlands van Sebastian Soto voor Verenigde Staten |
| №                                                   | Datum                                               | Wedstrijd                                           | Uitslag                                             | Competitie                                          | Goals                                               |                                                     |
| Als speler bij Telstar                              | Als speler bij Telstar                              | Als speler bij Telstar                              | Als speler bij Telstar                              | Als speler bij Telstar                              | Als speler bij Telstar                              | Als speler bij Telstar                              |
| --------------------------------------------------- | --------------------------------------------------- | --------------------------------------------------- | --------------------------------------------------- | --------------------------------------------------- | --------------------------------------------------- | --------------------------------------------------- |
| 1                                                   | 16 november 2020                                    | Verenigde Staten – Panama                           | 6 – 2                                               | Vriendschappelijk                                   | 82', 90+1'                                          |                                                     |
| 2                                                   | 9 december 2020                                     | Verenigde Staten – El Salvador                      | 6 – 0                                               | Vriendschappelijk                                   |                                                     |                                                     |

Bijgewerkt op 9 april 2025.